# Aulagromyza similis
Aulagromyza similis är en tvåvingeart som först beskrevs av Carl Gustav Alexander Brischke 1881.  Aulagromyza similis ingår i släktet Aulagromyza och familjen minerarflugor.
Artens utbredningsområde är Polen. Arten är reproducerande i Sverige. Inga underarter finns listade i Catalogue of Life.